# Oldcodex
Oldcodex ist eine japanische Rockband.

## Bandgeschichte
Die Band wurde 2009 von Ta_2, einem Künstler und Synchronsprecher (Seiyū), gegründet. Sein eigentlicher Name ist Tatsuhisa Suzuki (鈴木 達央 Suzuki Tatsuhisa). Die Band veröffentlichte am 21. Oktober 2009 ihr erstes Album Oldcodex.
Erste Mitglieder waren Ta_2, R・O・N, YoHsKE und sae. YoHsKE und sae verließen die Band am 15. Februar 2010. Als neues Mitglied wurde YORKE am 1. November 2010 aufgenommen. R・O・N schied am 15. Oktober 2012 aus.
Oldcodex gab 2015 und 2016 Livekonzerte im Nippon Budōkan in Tokyo. Ihre Single Rage on ist die Titelmelodie des Anime Free!.

## Mitglieder
- Ta_2 (Tatsu, Gesang, Komposition)
- Yorke. (Yōku, Maler, Texte)

### Supportbands
- Ryo Yamagata (Drum)
- Taizo Nakamura (中村 泰造, Nakamura Taizo, Bass)
- Shinji Ōmura (大村 真司, Ōmura Shinji, Gitarre)

## Diskografie

### Studioalben
- 2010: Hide mind
- 2012: Contrast Silver
- 2014: A Silent, within The Roar
- 2016: Fixed Engine
- 2017:	They Go, Where?
- 2019:	Ladderless
- 2021: Full Colors

### Mini-Alben
- 2009: Oldcodex
- 2011: Flower
- 2015: Pledge

### Singles
- 2010: [Blue]
- 2010: flag on the hill
- 2011: Harsh Wind
- 2012: Cold Hands
- 2012: Catal Rhythm (2. Staffel des Anime Kuroko no Basuke)
- 2013: The Misfit Go (1. Staffel des Anime Arata: The Legend)
- 2013: Rage on (Titelmelodie des Anime Free!)
- 2013: Walk (1. Staffel des Anime Kuroko no Basuke 2)
- 2014: Dried Up Youthful Fame (Titelmelodie des Anime Free!)
- 2015: Lantana (2. Staffel des Anime Kuroko no Basuke 3)
- 2015: Feed A (Titelmelodie des Anime God Eater)
- 2015: Aching Horns (Titelmelodie des Anime High Speed! -Free! Starting Days-)
- 2016: Deal With (Titelmelodie des Anime Servamp)
- 2016: Scribble, and Beyond
- 2018:	Growth Arrow (Titelmelodie für Butlers: Chitose Momotose Monogatari)
- 2018:	One Side (Titelmelodie für Servamp -Alice in the Garden-)
- 2018:	Heading to Over (Titelmelodie für Free!-Dive to the Future-)
- 2019:	Take on Fever (Titelmelodie für Special 7: Special Crime Investigation Unit)
- 2020:	Core Fade (Titelmelodie für Ultraman)